# Voetbal op de Olympische Zomerspelen 2012 – Vrouwen
Het voetbaltoernooi voor vrouwen tijdens de Olympische Zomerspelen 2012 in Londen begon op 25 juli en eindigde op 9 augustus 2012. De wedstrijden werden gespeeld in Londen en vijf andere steden binnen het Verenigd Koninkrijk. Er deden 12 teams aan het toernooi mee, zonder leeftijdsbeperkingen.

## Kwalificatie
Alle landen aangesloten bij zowel de FIFA als het IOC konden een elftal inschrijven voor het kwalificatietoernooi.
Naast gastland Groot-Brittannië, dat automatisch geplaatst is, doen elf landen mee. De landen kunnen zich kwalificeren via een toernooi in hun confederatie.
| Toernooi                                                       | Datum                | Locatie   | Plaatsen | Geplaatste landen       |
| -------------------------------------------------------------- | -------------------- | --------- | -------- | ----------------------- |
| Gastland                                                       | -                    | -         | 1        | Groot-Brittannië        |
| Aziatisch kwalificatietoernooi                                 | 11 september 2011    | China     | 2        | Japan Noord-Korea       |
| Afrikaans kwalificatietoernooi                                 | 11 sep./22 okt. 2011 | -         | 2        | Kameroen Zuid-Afrika    |
| Noord- en Midden-Amerikaans en Caraïbisch kwalificatietoernooi | 29 januari 2012      | Vancouver | 2        | Canada Verenigde Staten |
| Zuid-Amerikaans kampioenschap 2010                             | 21 november 2010     | Ecuador   | 2        | Brazilië Colombia       |
| Oceanisch kwalificatietoernooi                                 | 4 april 2012         | -         | 1        | Nieuw-Zeeland           |
| Wereldkampioenschap voetbal vrouwen 2011 (Europa)*             | 9 juli 2011          | Duitsland | 2        | Frankrijk Zweden        |
| Totaal                                                         | Totaal               | Totaal    | 12       |                         |

* De beste twee Europese landen plaatsen zich.

## Loting
De loting vond plaats op 24 april 2012 in het Wembley Stadium in Londen.
De pot-indeling was regionaal, met in pot 1 de ploegen uit Europa, in pot 2 de ploegen uit Afrika, in pot 3 de ploegen uit Azië en Oceanië, en in pot 4 de ploegen uit Noord-Amerika. De ploegen uit Zuid-Amerika werden over pot 2 en pot 4 verdeeld.
De groepshoofden waren: in groep E gastland Groot-Brittannië, in groep F wereldkampioen Japan, en in groep G regerend Olympisch kampioen Verenigde Staten.
| Pot 1                             | Pot 2                         | Pot 3                           | Pot 4                            |
| --------------------------------- | ----------------------------- | ------------------------------- | -------------------------------- |
| Groot-Brittannië Zweden Frankrijk | Kameroen Zuid-Afrika Colombia | Japan Noord-Korea Nieuw-Zeeland | Verenigde Staten Canada Brazilië |

## Scheidsrechters
Azië (AFC)
- Hong Eun-Ah
- Sachiko Yamagishi

Afrika (CAF)
- Thérèse Neguel

Noord- en Midden-Amerika (CONCACAF)
- Quetzalli Alvarado
- Carol Anne Chenard
- Kari Seitz

Zuid-Amerika (CONMEBOL)
- Jesica Salomé Di Iorio

Europa (UEFA)
- Kirsi Heikkinen
- Efthalia Mitsi
- Jenny Palmqvist
- Christina Pedersen
- Bibiana Steinhaus

## Eerste ronde
De groepswinnaars, de nummers twee en de twee beste nummers drie gaan naar de kwartfinales.

### Groep E
| Team             | Gsp | GW | G | V | DV | DT | DS  | Ptn |
| ---------------- | --- | -- | - | - | -- | -- | --- | --- |
| Groot-Brittannië | 3   | 3  | 0 | 0 | 5  | 0  | +5  | 9   |
| Brazilië         | 3   | 2  | 0 | 1 | 6  | 1  | +5  | 6   |
| Nieuw-Zeeland    | 3   | 1  | 0 | 2 | 3  | 3  | 0   | 3   |
| Kameroen         | 3   | 0  | 0 | 3 | 1  | 11 | –10 | 0   |

|                            |                  |       |               |                                                                             |
| 25 juli 2012 16:00 (UTC+1) | Groot-Brittannië | 1 – 0 | Nieuw-Zeeland | Millennium Stadium, Cardiff Toeschouwers: 24.445 Scheidsrechter: Kari Seitz |
| 25 juli 2012 16:00 (UTC+1) | Houghton 64'     | [ 1 ] |               | Millennium Stadium, Cardiff Toeschouwers: 24.445 Scheidsrechter: Kari Seitz |

|                            |          |       |                                                                   |                                                                                  |
| 25 juli 2012 18:45 (UTC+1) | Kameroen | 0 – 5 | Brazilië                                                          | Millennium Stadium, Cardiff Toeschouwers: 30.847 Scheidsrechter: Jenny Palmqvist |
| 25 juli 2012 18:45 (UTC+1) |          | [ 2 ] | 7' Francielle 10' Renata Costa 73' (pen), 88' Marta 78' Cristiane | Millennium Stadium, Cardiff Toeschouwers: 30.847 Scheidsrechter: Jenny Palmqvist |

|                            |                                   |       |          |                                                                              |
| 28 juli 2012 14:30 (UTC+1) | Groot-Brittannië                  | 3 – 0 | Kameroen | Millennium Stadium, Cardiff Toeschouwers: 31.141 Scheidsrechter: Hong Eun-Ah |
| 28 juli 2012 14:30 (UTC+1) | Stoney 18' Scott 23' Houghton 82' | [ 3 ] |          | Millennium Stadium, Cardiff Toeschouwers: 31.141 Scheidsrechter: Hong Eun-Ah |

|                            |               |       |               |                                                                                    |
| 28 juli 2012 17:15 (UTC+1) | Nieuw-Zeeland | 0 – 1 | Brazilië      | Millennium Stadium, Cardiff Toeschouwers: 30.103 Scheidsrechter: Bibiana Steinhaus |
| 28 juli 2012 17:15 (UTC+1) |               | [ 4 ] | 86' Cristiane | Millennium Stadium, Cardiff Toeschouwers: 30.103 Scheidsrechter: Bibiana Steinhaus |

|                            |                                            |       |             |                                                                                             |
| 31 juli 2012 19:45 (UTC+1) | Nieuw-Zeeland                              | 3 – 1 | Kameroen    | City of Coventry Stadium, Coventry Toeschouwers: 11.425 Scheidsrechter: Christiana Pedersen |
| 31 juli 2012 19:45 (UTC+1) | Smith 43' Sonkeng 49' (e.d.) Gregorius 62' | [ 5 ] | 75' Onguene | City of Coventry Stadium, Coventry Toeschouwers: 11.425 Scheidsrechter: Christiana Pedersen |

|                            |                  |       |          |                                                                                 |
| 31 juli 2012 19:45 (UTC+1) | Groot-Brittannië | 1 – 0 | Brazilië | Wembley Stadium, Londen Toeschouwers: 70.584 Scheidsrechter: Carol Anne Chenard |
| 31 juli 2012 19:45 (UTC+1) | Houghton 2'      | [ 6 ] |          | Wembley Stadium, Londen Toeschouwers: 70.584 Scheidsrechter: Carol Anne Chenard |

### Groep F
| Team        | Gsp | GW | G | V | DV | DT | DS | Ptn |
| ----------- | --- | -- | - | - | -- | -- | -- | --- |
| Zweden      | 3   | 1  | 2 | 0 | 6  | 3  | +3 | 5   |
| Japan       | 3   | 1  | 2 | 0 | 2  | 1  | +1 | 5   |
| Canada      | 3   | 1  | 1 | 1 | 6  | 4  | +2 | 4   |
| Zuid-Afrika | 3   | 0  | 1 | 2 | 1  | 7  | –6 | 1   |

|                            |                         |       |              |                                                                                         |
| 25 juli 2012 17:00 (UTC+1) | Japan                   | 2 – 1 | Canada       | City of Coventry Stadium, Coventry Toeschouwers: 14.119 Scheidsrechter: Kirsi Heikkinen |
| 25 juli 2012 17:00 (UTC+1) | Kawasumi 33' Miyama 44' | [ 7 ] | 55' Tancredi | City of Coventry Stadium, Coventry Toeschouwers: 14.119 Scheidsrechter: Kirsi Heikkinen |

|                            |                                           |       |             |                                                                                         |
| 25 juli 2012 19:45 (UTC+1) | Zweden                                    | 4 – 1 | Zuid-Afrika | City of Coventry Stadium, Coventry Toeschouwers: 18.290 Scheidsrechter: Salomé di Iorio |
| 25 juli 2012 19:45 (UTC+1) | Fischer 6' Dahlkvist 20' Schelin 21', 63' | [ 8 ] | 59' Modise  | City of Coventry Stadium, Coventry Toeschouwers: 18.290 Scheidsrechter: Salomé di Iorio |

|                            |       |       |        |                                                                                            |
| 28 juli 2012 12:00 (UTC+1) | Japan | 0 – 0 | Zweden | City of Coventry Stadium, Coventry Toeschouwers: 14.160 Scheidsrechter: Quetzalli Alvarado |
| 28 juli 2012 12:00 (UTC+1) | [ 9 ] |       |        | City of Coventry Stadium, Coventry Toeschouwers: 14.160 Scheidsrechter: Quetzalli Alvarado |

|                            |                               |        |             |                                                                                             |
| 28 juli 2012 14:45 (UTC+1) | Canada                        | 3 – 0  | Zuid-Afrika | City of Coventry Stadium, Coventry Toeschouwers: 14.753 Scheidsrechter: Christiana Pedersen |
| 28 juli 2012 14:45 (UTC+1) | Tancredi 7' Sinclair 58', 86' | [ 10 ] |             | City of Coventry Stadium, Coventry Toeschouwers: 14.753 Scheidsrechter: Christiana Pedersen |

|                            |                               |        |                   |                                                                             |
| 31 juli 2012 14:30 (UTC+1) | Canada                        | 2 – 2  | Zweden            | St. James' Park, Newcastle Toeschouwers: 12.719 Scheidsrechter: Hong Eun-Ah |
| 31 juli 2012 14:30 (UTC+1) | Hammerström 14' Jakobsson 16' | [ 11 ] | 43', 84' Tancredi | St. James' Park, Newcastle Toeschouwers: 12.719 Scheidsrechter: Hong Eun-Ah |

|                            |        |       |             |                                                                               |
| 31 juli 2012 14:30 (UTC+1) | Japan  | 0 – 0 | Zuid-Afrika | Millennium Stadium, Cardiff Toeschouwers: 24.202 Scheidsrechter: Thalia Mitsi |
| 31 juli 2012 14:30 (UTC+1) | [ 12 ] |       |             | Millennium Stadium, Cardiff Toeschouwers: 24.202 Scheidsrechter: Thalia Mitsi |

### Groep G
| Team             | Gsp | GW | G | V | DV | DT | DS | Ptn |
| ---------------- | --- | -- | - | - | -- | -- | -- | --- |
| Verenigde Staten | 3   | 3  | 0 | 0 | 8  | 2  | +6 | 9   |
| Frankrijk        | 3   | 2  | 0 | 1 | 8  | 4  | +4 | 6   |
| Noord-Korea      | 3   | 1  | 0 | 2 | 2  | 6  | –4 | 3   |
| Colombia         | 3   | 0  | 0 | 3 | 0  | 6  | –6 | 0   |

|                            |                                       |        |                      |                                                                              |
| 25 juli 2012 17:00 (UTC+1) | Verenigde Staten                      | 4 – 2  | Frankrijk            | Hampden Park, Glasgow Toeschouwers: 18.090 Scheidsrechter: Sachiko Yamagishi |
| 25 juli 2012 17:00 (UTC+1) | Wambach 19' Morgan 32', 67' Lloyd 56' | [ 13 ] | 12' Thiney 14' Delie | Hampden Park, Glasgow Toeschouwers: 18.090 Scheidsrechter: Sachiko Yamagishi |

|                            |          |        |                       |                                                                               |
| 25 juli 2012 20:50 (UTC+1) | Colombia | 0 – 2  | Noord-Korea           | Hampden Park, Glasgow Toeschouwers: 18.900 Scheidsrechter: Carol Anne Chenard |
| 25 juli 2012 20:50 (UTC+1) |          | [ 15 ] | 39', 86' Kim Song Hui | Hampden Park, Glasgow Toeschouwers: 18.900 Scheidsrechter: Carol Anne Chenard |

|                            |                                   |        |          |                                                                         |
| 28 juli 2012 17:00 (UTC+1) | Verenigde Staten                  | 3 – 0  | Colombia | Hampden Park, Glasgow Toeschouwers: 11.313 Scheidsrechter: Thalia Mitsi |
| 28 juli 2012 17:00 (UTC+1) | Rapinoe 33' Wambach 74' Lloyd 77' | [ 16 ] |          | Hampden Park, Glasgow Toeschouwers: 11.313 Scheidsrechter: Thalia Mitsi |

|                            |                                                        |        |             |                                                                           |
| 28 juli 2012 19:45 (UTC+1) | Frankrijk                                              | 5 – 0  | Noord-Korea | Hampden Park, Glasgow Toeschouwers: 11.743 Scheidsrechter: Thérèse Neguel |
| 28 juli 2012 19:45 (UTC+1) | Georges 45' Thomis 70' Delie 71' Renard 81' Catala 87' | [ 17 ] |             | Hampden Park, Glasgow Toeschouwers: 11.743 Scheidsrechter: Thérèse Neguel |

|                            |           |        |          |                                                                                    |
| 31 juli 2012 17:15 (UTC+1) | Frankrijk | 1 – 0  | Colombia | St. James' Park, Newcastle Toeschouwers: 13.184 Scheidsrechter: Quetzalli Alvarado |
| 31 juli 2012 17:15 (UTC+1) | Thomis 5' | [ 18 ] |          | St. James' Park, Newcastle Toeschouwers: 13.184 Scheidsrechter: Quetzalli Alvarado |

|                            |                  |        |             |                                                                               |
| 31 juli 2012 17:15 (UTC+1) | Verenigde Staten | 1 – 0  | Noord-Korea | Old Trafford, Manchester Toeschouwers: 29.522 Scheidsrechter: Jenny Palmqvist |
| 31 juli 2012 17:15 (UTC+1) | Wambach 25'      | [ 19 ] |             | Old Trafford, Manchester Toeschouwers: 29.522 Scheidsrechter: Jenny Palmqvist |

### Nummers drie
| Groep | Team          | Gsp | GW | G | V | DV | DT | DS | Pts |
| ----- | ------------- | --- | -- | - | - | -- | -- | -- | --- |
| F     | Canada        | 3   | 1  | 1 | 1 | 6  | 4  | +2 | 4   |
| E     | Nieuw-Zeeland | 3   | 1  | 0 | 2 | 3  | 3  | 0  | 3   |
| G     | Noord-Korea   | 3   | 1  | 0 | 2 | 2  | 6  | –4 | 3   |

## Knock-outronde
|  | Kwartfinales               | Kwartfinales                |                         |   | Halve finales             | Halve finales             |   |  | Finale | Finale |
|  |                            |                             |                         |   |                           |                           |   |  |        |        |
|  | 3 augustus 2012, Glasgow   |                             |                         |   |                           |                           |   |  |        |        |
|  |                            |                             |                         |   |                           |                           |   |  |        |        |
|  | Zweden                     | 1                           |                         |   |                           |                           |   |  |        |        |
|  | Zweden                     | 1                           | 6 augustus 2012, Londen |   |                           |                           |   |  |        |        |
|  | Frankrijk                  | 2                           |                         |   |                           |                           |   |  |        |        |
|  | Frankrijk                  | 2                           | Frankrijk               | 1 |                           |                           |   |  |        |        |
|  | 3 augustus 2012, Cardiff   |                             | Frankrijk               | 1 |                           |                           |   |  |        |        |
|  |                            | Japan                       | 2                       |   |                           |                           |   |  |        |        |
|  | Brazilië                   | Japan                       | 2                       | 0 |                           |                           |   |  |        |        |
|  | Brazilië                   |                             | 9 augustus 2012, Londen | 0 |                           |                           |   |  |        |        |
|  | Japan                      | 2                           |                         |   |                           |                           |   |  |        |        |
|  | Japan                      | 2                           | Japan                   | 1 |                           |                           |   |  |        |        |
|  | 3 augustus 2012, Newcastle |                             | Japan                   | 1 |                           |                           |   |  |        |        |
|  |                            | Verenigde Staten            | 2                       |   |                           |                           |   |  |        |        |
|  | Verenigde Staten           | Verenigde Staten            | 2                       | 2 |                           |                           |   |  |        |        |
|  | Verenigde Staten           | 6 augustus 2012, Manchester |                         | 2 |                           |                           |   |  |        |        |
|  | Nieuw-Zeeland              | 0                           |                         |   |                           |                           |   |  |        |        |
|  | Nieuw-Zeeland              | 0                           | Verenigde Staten        | 4 | Bronzen finale            | Bronzen finale            |   |  |        |        |
|  | 3 augustus 2012, Coventry  |                             | Verenigde Staten        | 4 | Bronzen finale            | Bronzen finale            |   |  |        |        |
|  |                            | Canada                      | 3                       |   | 9 augustus 2012, Coventry | 9 augustus 2012, Coventry |   |  |        |        |
|  | Groot-Brittannië           | Canada                      | 3                       | 0 | 9 augustus 2012, Coventry | 9 augustus 2012, Coventry |   |  |        |        |
|  | Groot-Brittannië           |                             |                         |   |                           | Frankrijk                 | 0 |  |        |        |
|  | Canada                     | 2                           |                         |   |                           | Frankrijk                 | 0 |  |        |        |
|  | Canada                     | 2                           | Canada                  | 1 |                           |                           |   |  |        |        |
|  |                            |                             | Canada                  | 1 |                           |                           |   |  |        |        |

### Kwartfinales
|                               |             |        |                        |                                                                       |
| 3 augustus 2012 12:00 (UTC+1) | Zweden      | 1 – 2  | Frankrijk              | Hampden Park, Glasgow Toeschouwers: 12.869 Scheidsrechter: Kari Seitz |
| 3 augustus 2012 12:00 (UTC+1) | Fischer 18' | [ 20 ] | 29' Georges 39' Renard | Hampden Park, Glasgow Toeschouwers: 12.869 Scheidsrechter: Kari Seitz |

|                               |                        |        |               |                                                                                        |
| 3 augustus 2012 14:30 (UTC+1) | Verenigde Staten       | 2 – 0  | Nieuw-Zeeland | St. James' Park, Newcastle Toeschouwers: 10.441 Scheidsrechter: Jesica Salomé Di Iorio |
| 3 augustus 2012 14:30 (UTC+1) | Wambach 27' Leroux 87' | [ 21 ] |               | St. James' Park, Newcastle Toeschouwers: 10.441 Scheidsrechter: Jesica Salomé Di Iorio |

|                               |          |        |                    |                                                                                  |
| 3 augustus 2012 17:00 (UTC+1) | Brazilië | 0 – 2  | Japan              | Millennium Stadium, Cardiff Toeschouwers: 28.528 Scheidsrechter: Kirsi Heikkinen |
| 3 augustus 2012 17:00 (UTC+1) |          | [ 22 ] | 27' Ōgimi 73' Ohno | Millennium Stadium, Cardiff Toeschouwers: 28.528 Scheidsrechter: Kirsi Heikkinen |

|                               |                  |        |                          |                                                                                           |
| 3 augustus 2012 19:30 (UTC+1) | Groot-Brittannië | 0 – 2  | Canada                   | City of Coventry Stadium, Coventry Toeschouwers: 28.828 Scheidsrechter: Sachiko Yamaguchi |
| 3 augustus 2012 19:30 (UTC+1) |                  | [ 23 ] | 12' Filigno 26' Sinclair | City of Coventry Stadium, Coventry Toeschouwers: 28.828 Scheidsrechter: Sachiko Yamaguchi |

### Halve finales
|                               |               |        |                         |                                                                                 |
| 6 augustus 2012 17:00 (UTC+1) | Frankrijk     | 1 – 2  | Japan                   | Wembley Stadium, Londen Toeschouwers: 61.482 Scheidsrechter: Quetzalli Alvarado |
| 6 augustus 2012 17:00 (UTC+1) | Le Sommer 76' | [ 24 ] | 32' Ōgimi 49' Sakaguchi | Wembley Stadium, Londen Toeschouwers: 61.482 Scheidsrechter: Quetzalli Alvarado |

|                               |                        |              |                                                   |                                                                                  |
| 6 augustus 2012 19:45 (UTC+1) | Canada                 | 3 – 4 (n.v.) | Verenigde Staten                                  | Old Trafford, Manchester Toeschouwers: 26.630 Scheidsrechter: Christina Pedersen |
| 6 augustus 2012 19:45 (UTC+1) | Sinclair 22', 67', 73' | [ 25 ]       | 54', 70' Rapinoe 80' (pen.) Wambach 120+3' Morgan | Old Trafford, Manchester Toeschouwers: 26.630 Scheidsrechter: Christina Pedersen |

### Troostfinale
|                               |                |        |           |                                                                    |
| 9 augustus 2012 13:00 (UTC+1) | Canada         | 1 – 0  | Frankrijk | City of Coventry Stadium, Coventry Scheidsrechter: Jenny Palmqvist |
| 9 augustus 2012 13:00 (UTC+1) | Matheson 90+2' | [ 26 ] |           | City of Coventry Stadium, Coventry Scheidsrechter: Jenny Palmqvist |

### Finale
|                               |                  |        |           |                                                                                |
| 9 augustus 2012 19:45 (UTC+1) | Verenigde Staten | 2 – 1  | Japan     | Wembley Stadium, Londen Toeschouwers: 80.203 Scheidsrechter: Bibiana Steinhaus |
| 9 augustus 2012 19:45 (UTC+1) | Lloyd 8', 54'    | [ 27 ] | 63' Ōgimi | Wembley Stadium, Londen Toeschouwers: 80.203 Scheidsrechter: Bibiana Steinhaus |

## Trivia
- Bij de wedstrijd tussen Noord-Korea en Colombia op 25 juli werd abusievelijk de vlag van Zuid-Korea getoond. Noord-Korea weigerde vervolgens af te trappen. Met een uur vertraging werd er alsnog afgetrapt in Glasgow.[28]